# Tré (Bénin)
Tré est l'un des dix arrondissements de la commune de Dassa-Zoumè dans le département des Collines au Bénin.

## Géographie
Tré est situé au centre du Bénin et compte 8 villages que sont Adjokan, Gankpetin, Itchegou-tre, Itchogue-sotre, Kpekpede, Laguema-tre, Lema-tre et Seme-tre.

## Démographie
Selon le recensement de la population de 2013 conduit par l'Institut national de la statistique et de l'analyse économique (INSAE), Tré compte 4 799 habitants  .